# La moglie bella (film 1930)
La moglie bella (Let Us Be Gay ) è un film del 1930, diretto da Robert Z. Leonard che aveva come interprete principale Norma Shearer.

## Produzione
Il film fu prodotto dalla Metro-Goldwyn-Mayer (MGM).

## Distribuzione
Distribuito dalla Metro-Goldwyn-Mayer (MGM), il film uscì nelle sale cinematografiche statunitensi il 9 agosto, dopo una prima tenuta a New York l'11 luglio 1930.